# Lovell (Maine)
Lovell ist eine Town im Oxford County des Bundesstaates Maine in den Vereinigten Staaten. Im Jahr 2020 lebten dort 1104 Einwohner in 1228 Haushalten auf einer Fläche von 124,03 km².

## Geographie
Nach dem United States Census Bureau hat Lovell eine Gesamtfläche von 124,03 km², von der 111,76 km² Land sind und 12,28 km² aus Gewässern bestehen.

### Geographische Lage
Lovell liegt im Südwesten des Oxford Countys. Durch das Gebiet der Town zieht sich eine große Seenplatte des Kezar Lakes mit der Upper Bay im Norden, zentral die Middle Bay und im Süden die Lower Bay. Mehrere kleinere Flüsse durchziehen das Gebiet. Die Oberfläche des Gebietes ist hügelig, die höchste Erhebung ist der 379 m hohe Sabattus Mountain.

### Nachbargemeinden
Alle Entfernungen sind als Luftlinien zwischen den offiziellen Koordinaten der Orte aus der Volkszählung 2010 angegeben.
- Norden: Stoneham, 7,9 km
- Osten: Waterford, 13,1 km
- Süden: Sweden, 10,2 km
- Südwesten: Fryeburg, 15,9 km
- Westen: Stow, 6,9 km

### Stadtgliederung
In Lovell gibt es mehrere Siedlungsgebiete: Center Lovell, Lovell, North Lovell, Number Four, Slab City und Suncook.

### Klima
Die mittlere Durchschnittstemperatur in Lovell liegt zwischen −7,8 °C (18 °F) im Januar und 20,6 °C (69 °F) im Juli. Damit ist der Ort gegenüber dem langjährigen Mittel Maines um etwa 2 Grad kühler. Die Schneefälle zwischen Oktober und Mai liegen mit deutlich mehr als zwei Metern (bei einem Spitzenwert im Januar von knapp 50 cm) ungefähr doppelt so hoch wie die mittlere Schneehöhe in den USA. Die tägliche Sonnenscheindauer liegt am unteren Rand des Wertespektrums der USA.

## Geschichte
Das Stadtgebiet liegt im traditionellen Siedlungsgebiet der Abenaki, die ihren Hauptort in Pequawket (heute Fryeburg) hatten. Pequawket wurde im Verlauf von Dummers Krieg (1722–1727) am 8. Mai 1725 durch Captain John Lovewell angegriffen. Lovewell starb in der Schlacht; die Abenaki flohen und brachten sich nach Kanada in Sicherheit. Unter dem Namen New Suncook Plantation wurde das Gebiet vom Massachusetts General Court 1774 an Staatsbedienstete und Soldaten als Anerkennung ihrer Leistungen für den Staat vergeben. Die Besiedlung des Gebietes startete 1777. Als Town wurde Lovell am 15. November 1800 organisiert und nach Captain Lovewell benannt.
Der südöstliche Teil von Lovell wurde 1814 als eigenständige Town Sweden organisiert.
Der Autor Stephen King erlitt einen schweren Autounfall, als er bei einem Spaziergang von einem Van auf der Maine State Route 5 im Jahr 1999 angefahren wurde.

### Einwohnerentwicklung
| Volkszählungsergebnisse – Town of Lovell, Maine | Volkszählungsergebnisse – Town of Lovell, Maine | Volkszählungsergebnisse – Town of Lovell, Maine | Volkszählungsergebnisse – Town of Lovell, Maine | Volkszählungsergebnisse – Town of Lovell, Maine | Volkszählungsergebnisse – Town of Lovell, Maine | Volkszählungsergebnisse – Town of Lovell, Maine | Volkszählungsergebnisse – Town of Lovell, Maine | Volkszählungsergebnisse – Town of Lovell, Maine | Volkszählungsergebnisse – Town of Lovell, Maine | Volkszählungsergebnisse – Town of Lovell, Maine |
| Jahr                                            | 1800                                            | 1810                                            | 1820                                            | 1830                                            | 1840                                            | 1850                                            | 1860                                            | 1870                                            | 1880                                            | 1890                                            |
| ----------------------------------------------- | ----------------------------------------------- | ----------------------------------------------- | ----------------------------------------------- | ----------------------------------------------- | ----------------------------------------------- | ----------------------------------------------- | ----------------------------------------------- | ----------------------------------------------- | ----------------------------------------------- | ----------------------------------------------- |
| Einwohner                                       |                                                 | 365                                             | 430                                             | 697                                             | 941                                             | 1193                                            | 1339                                            | 1018                                            | 1077                                            | 853                                             |
| Jahr                                            | 1900                                            | 1910                                            | 1920                                            | 1930                                            | 1940                                            | 1950                                            | 1960                                            | 1970                                            | 1980                                            | 1990                                            |
| Einwohner                                       | 693                                             | 668                                             | 575                                             | 645                                             | 647                                             | 640                                             | 588                                             | 607                                             | 767                                             | 888                                             |
| Jahr                                            | 2000                                            | 2010                                            | 2020                                            | 2030                                            | 2040                                            | 2050                                            | 2060                                            | 2070                                            | 2080                                            | 2090                                            |
| Einwohner                                       | 974                                             | 1140                                            | 1104                                            |                                                 |                                                 |                                                 |                                                 |                                                 |                                                 |                                                 |

## Kultur und Sehenswürdigkeiten

### Bauwerke
In Lovell wurden ein Distrikt, eine Ausgrabungsstätte und mehrere Bauwerke unter Denkmalschutz gestellt und  ins National Register of Historic Places aufgenommen. Die Lage der Ausgrabungsstätte wird nicht bekannt gegeben.
Distrikt
- Eastman Hill Rural Historic District, 1993 unter der Register-Nr. 93000477.[10]

Ausgrabungsstätte
- Maine Archaeological Survey site 21.26, 1997 unter der Register-Nr. 97000915.[11]

Bauwerke
- Fives Court, 2017 unter der Register-Nr. 16000676.[12]
- Moses Hutchins House, 2003 unter der Register-Nr. 03000290.[13]
- Lovell Meeting House, 2014 unter der Register-Nr. 14000360.[14]
- Lovell Village Church, 1986 unter der Register-Nr. 86001337.[15]

## Wirtschaft und Infrastruktur

### Verkehr
Die Maine State Route 5 verläuft in nordsüdlicher Richtung durch Lovell.

### Öffentliche Einrichtungen
In Lovell gibt es kein eigenes Krankenhaus oder medizinische Einrichtung. Die nächstgelegenen Einrichtungen befinden sich in Fryeburg, North Conway und Bridgton.
In Lovell befindet sich die Charlotte Hobbs Memorial Library. Sie wurde benannt nach der langjährigen Bibliothekarin, die sich sehr für die Bibliothek eingesetzt hatte. Die Gründung der Bibliothek geht auf das Jahr 1899 zurück.

### Bildung
Lovell gehört zusammen mit Brownfield, Denmark, Fryeburg, Sweden, Stoneham und Stow zum Maine School Administrative District 72.
Im Schulbezirk werden folgende Schulen angeboten:
- Molly Ockett School in Fryeburg, mit den Schulklassen Kindergarten bis 8. Schuljahr
- Brownfield Denmark Elementary School in Denmark, mit den Schulklassen Kindergarten bis 4. Schuljahr
- New Suncook Elementary School in Lowell, mit den Schulklassen Kindergarten bis 4. Schuljahr

## Persönlichkeiten

### Söhne und Töchter der Stadt
- Abraham Andrews Barker (1816–1898), Politiker
- Eastman Johnson (1824–1906), Maler
- Marcellus Stearns (1839–1891), Gouverneur des Bundesstaates Florida

### Persönlichkeiten, die vor Ort gewirkt haben
- Frederick W. Dallinger (1871–1955), Richter und Politiker
- David Hammons (1808–1888), Anwalt und Politiker